# Буйный, Михаил Алексеевич
Михаил Алексеевич Буйный (настоящая фамилия — Арбузов; 24 января 1903, Шуя — 14 января 1975, Свердловск) — русский советский актёр театра и кино. Народный артист РСФСР (1956).

## Биография
Родился (24 января 1903 года в городе Шуя Владимирской губернии.
В 1920 году окончил драматическую студию при Шуйском драматическом театре. Дебютировал в роли Иоанна Грозного («Смерть Иоанна Грозного» А. Толстого), затем играл на сценах театров Самары, Кинешмы, Калуги, Брянска, Иваново-Вознесенска, Казани.
В 1935—1949 гг. служит в Горьковском драматическом театре, в 1949—1952 — в Вильнюсском русском театре.
В 1952—1975 — в труппе Свердловского театра драмы. М. А. Буйный был артистом большого сценического обаяния, широкого творческого диапазона. Все образы, созданные им, отличались глубокой зрелостью и яркостью.
Скончался 14 января 1975 года, похоронен в Екатеринбурге на Широкореченском кладбище.

### Семья
Жена — артистка Свердловского драмтеатра Людмила Алексеевна Малецкая (? — 17.04.1963).

## Творчество

### Роли в театре

#### Шуйский драматический театр
- «Смерть Иоанна Грозного» А. Толстого — Иоанн Грозный
- «Василиса Мелентьевна» А. Островского — Малюта Скуратов

#### Свердловский академический театр драмы
- 1952 — «Ревизор» Н. Гоголя, режиссёр Ефим Брилль — Городничий
- 1956 — «Филумена Мартурано» Э. Де Филиппо — Доменико Сориано
- 1963 — «Приваловские миллионы» Д. Мамина-Сибиряка, режиссёр Вениамин Битюцкий — Бахарев
- 1966 — «Мещане» М. Горького — Тетерев и Нил
- 1967 — «Золотая ночь» Д. Мамина-Сибиряка, режиссёр Вениамин Битюцкий — Родион Зыков
- «Бешеные деньги» А. Островского — Васильков
- «Горячее сердце» А. Островского — Курослепов
- «Любовь Яровая» К. Тренева — Швандя и Кошкин
- «Московский характер» А. Софронова — Потапов
- «Твое личное дело» К. Ошанина и Успенской — Дымченко
- «Кремлёвские куранты» Н. Погодина — Забелин
- «Виндзорские насмешницы» У. Шекспира — Фальстаф
- «Коварство и любовь» Ф. Шиллера — Президент
- «Третья патетическая» Н. Погодина — Гвоздилин
- «Большевики» М. Шатрова — Винокуров
- «Месяц в деревне» И. Тургенева — Большинцов
- «Дама сердца прежде всего» П. Кальдерона — Дон-Иньиго
- «Ночь ошибок» О. Голдсмита — Харкасл

### Фильмография
Снялся как актёр в трёх фильмах Свердловской киностудии:
- 1957 — В погоне за славой — Павел Григорьевич Шаповалов, начальник конструкторского бюро
- 1964 — Зелёный дом — директор леспромхоза
- 1970 — Алексеич (короткометражный) — Тюрин

## Признание и награды
- 18 января 1949 — Заслуженный артист РСФСР
- 13 сентября 1956 — Народный артист РСФСР